# ماي إمورتل
ماي إمورتَل (My Immortal) هي أغنية لفرقة الروك الأمريكية إيفانيسيس من البوم «فالن» سنة 2003. أصدرتها وند أب ريكوردز في ديسمبر 2003، وهي الأغنية الثالثة المنفردة من الألبوم، ظهرت نسخة بديلة ضمن ألبوم الفرقة الرابع سنثسيس عام 2017. كتبها عازف الغيتار بين مودي والمغنية الرئيسية إمي لي وعازف الأورغ ديفيد هودجز، وأنتجها مودي وديف فورتمان. سُجلت العديد من النسخ لأغنية ماي إمورتَل، إحداها ضمن الألبوم التجريبي أوريجين سنة 2000، والأخرى ضمن النسخة المضافة لألبوم ميستري 2003. ضُمنت النسخة التي ظهرت في ألبوم أوريجين في البوم فالن لاحقًا، ظهور البيانو والآلات الوترية. صدرت هذه النسخة أغنية منفردة ودُبلجت بوصفها نسخة الفرقة، إذ تؤدي الفرقة بالكامل الجسر والجوقة الموسيقية للأغنية.
عُزفت أغنية ماي إمورتَل بايقاع بيانو رومانسي وبطيء. تتحدث كلمات الأغنية عن بقاء روح بعد موتها وتُطاردك لدرجة تجعلك تتمنى اختفاء الروح لأنها لا تتركك. استُقبلت الأغنية استقبالًا ايجابيًا من قبل النُقاد، إضافة إلى مدح النقاد لألحان البيانو. رُشحت سنة 2005 لجائزة غرامي لأفضل أداء بوب. نجحت الأغنية تجاريًا أيضًا، وكانت ضمن الأغاني العشر الأُوَل في أكثر من عشر دول. وحققت المركز السابع في القائمة الأمريكية لأفضل 100 أغنية وحققت المركز الأول في كندا واليونان والبرتغال. حققت الأغنية شهادة ذهبية -بيعت 500 ألف نسخة- في الولايات المتحدة، وشهادة بلاتينيوم -بيعت مليون نسخة- في أستراليا.
أخرج المقطع المصور المُصاحب للأغنية ديفيد مولد وصُور بالكامل بالأبيض والأسود في كوثك كورتر، برشلونة، في أكتوبر 2002. أظهر الفيديو لي تجلس وتغني في أماكن عدة، دون أن تُلامس الأرض. ظهر مودي في عدة لقطات لكنه لم يكن مع فرقته أو لي على الإطلاق. رُشح الفيديو في تصنيف أفضل فيديو روك في حفل جوائز إم تي في سنة 2004، أَدت الفرقة الأغنية في جولاتهم الثلاث: ذا فالن تور 2003 وذا أوبن دور تور 2007 وذا إيفانيسيس تور 2011-2012. أدوا الأغنية في بث حي مباشرةً في مقابلاتهم التلفزيونية وفي حفل بلبورد ميوزك أووردز.